# Copa Aerosur 2004
La Copa Aerosur de 2004 fue la 2.ª versión del torneo amistoso de carácter anual que organizaba esta línea aérea boliviana. Se jugó en cuatro ciudades, La Paz, Cochabamba, Oruro y Santa Cruz de la Sierra con la participación de 6 de los equipos denominados "grandes" de la Liga Boliviana. Bolívar nuevamente rechazó la invitación a jugar.

## Equipos participantes
| Equipo            | Departamento |
| ----------------- | ------------ |
| San José          | Oruro        |
| The Strongest     | La Paz       |
| Aurora            | Cochabamba   |
| Wilstermann       | Cochabamba   |
| Blooming          | Santa Cruz   |
| Oriente Petrolero | Santa Cruz   |

## Primera Fase
En esta fase los clásicos rivales de cada ciudad juegan dos partidos (ida y vuelta) entre sí y clasifican a las semifinales los tres ganadores y el mejor perdedor . En caso de empate en puntos no se toma en cuenta la diferencia de gol, sino que se define por penales al vencedor de la llave.
| 21 de enero de 2004 | Club San José | 0:1' | The Strongest                     | Estadio Jesús Bermúdez, Oruro                                    |                                                                  |
|                     |               |      | 31' PT Richard Rojas (futbolista) | Asistencia: 20.000 aprox. espectadores Árbitro(s): Pedro Saucedo | Asistencia: 20.000 aprox. espectadores Árbitro(s): Pedro Saucedo |

| 25 de enero de 2004 | The Strongest | 0:1(4-2)(*) | Club San José         | Estadio Hernando Siles, La Paz asistencia = 7.909 |                           |
|                     |               |             | 29' PT Enrique Parada | Árbitro(s): Ever Aguilera                         | Árbitro(s): Ever Aguilera |

(*) The Strongest ganó 4-2 en la definición por penales
| 21 de enero de 2004 | Club Aurora          | 1:5' | Club Jorge Wilstermann                                                            | Estadio Félix Capriles, Cochabamba                             |                                                                |
|                     | Carmelo Angulo 1' ST |      | 4' PT Vladimir Marín 32' PT ,38' ST Túlio Maravilha 12' ST ,29' ST. Thiago Leitāo | Asistencia: 18.000 aprox. espectadores Árbitro(s): Iván Gamboa | Asistencia: 18.000 aprox. espectadores Árbitro(s): Iván Gamboa |

| 25 de enero de 2004 | Club Jorge Wilstermann | 1:2(4-5)(*) | Club Aurora          | Estadio Félix Capriles, Cochabamba asistencia = 24.000 |                         |
|                     | Túlio Maravilha 25' ST |             | 34' ST Edson Zenteno | Árbitro(s): Iván Gamboa                                | Árbitro(s): Iván Gamboa |

(*) Club Aurora ganó 5-4 en la definición por penales
| 21 de enero de 2004 | Oriente Petrolero                              | 2:0' | Blooming | Estadio Real Santa Cruz, Santa Cruz                                  |                                                                      |
|                     | Fabio Giménez 38' PT Federico Astudillo 40' PT |      |          | Asistencia: 12.000 aprox. espectadores Árbitro(s): Joaquín Antequera | Asistencia: 12.000 aprox. espectadores Árbitro(s): Joaquín Antequera |

| 25 de enero de 2004 | Blooming | 0:0' | Oriete Petrolero | Estadio Real Santa Cruz, Santa Cruz                                  |  |
|                     |          |      |                  | Asistencia: 12.000 aprox. espectadores Árbitro(s): Joaquín Antequera |  |

## Semifinales
| 28 de enero de 2004 | Oriente Petrolero | 0:1' | Wilstermann                    | Estadio Gilberto Parada, Montero                          |                                                           |
|                     |                   |      | 17' ST Sergio Rogelio Castillo | Asistencia: 5.000 espectadores Árbitro(s): Marcelo Ortubé | Asistencia: 5.000 espectadores Árbitro(s): Marcelo Ortubé |

| 1 de febrero de 2004 | Wilstermann                                          | 2:0' | Oriente Petrolero | Estadio Félix Capriles, Cochabamba                         |                                                            |
|                      | Thiago Leitāo 7' PT Carlos Cárdenas Rodríguez 45' ST |      |                   | Asistencia: 15.000 espectadores Árbitro(s): Marcelo Ortubé | Asistencia: 15.000 espectadores Árbitro(s): Marcelo Ortubé |

| 29 de enero de 2004 | Club Aurora                                                            | 3:1' | The Strongest          | Estadio Félix Capriles, Cochabamba                        |                                                           |
|                     | Sebastián Bartolini 31' PT Nicolás Saucedo 43' 1T Carmelo Angulo 1' ST |      | 33' ST Nicolás Sartori | Asistencia: 15.000 espectadores Árbitro(s): Ever Aguilera | Asistencia: 15.000 espectadores Árbitro(s): Ever Aguilera |

| 1 de febrero de 2004 | The Strongest                                   | 2:0(5-6)(*) | Club Aurora | Estadio Hernando Siles, La Paz                           |                                                          |
|                      | Diego Villalba 25' PT Francisco Ferreira 32' ST |             |             | Asistencia: 7.883 espectadores Árbitro(s): Ever Aguilera | Asistencia: 7.883 espectadores Árbitro(s): Ever Aguilera |

(*) Club Aurora ganó 6-5 en la definición por penales

## Final
| 8 de febrero de 2004 | Wilstermann                                                                                      | 4:0' | Club Aurora | Estadio Félix Capriles, Cochabamba                         |                                                            |
|                      | Thiago Leitāo 5' PT Túlio Maravilha 1' ST Carlos Cárdenas Rodríguez 24' ST Vladimir Marín 37' ST |      |             | Asistencia: 25.000 espectadores Árbitro(s): Marcelo Ortubé | Asistencia: 25.000 espectadores Árbitro(s): Marcelo Ortubé |

| Campeón 2004 Wilstermann Primer Título |